# Vall de Zermatt
La vall de Zermatt, o vall de Sant Nicolau (Mattertal o Nikolaital en alemany), és una vall del cantó del Valais que s'estén de Zermatt a Stalden.

## Pics
- Barrhorn (3.610 m)
- Brunegghorn (3.833 m)
- Bishorn (4.153 m)
- Weisshorn (4.505 m)
- Zinalrothorn (4.221 m)
- Ober Gabelhorn (4.063 m)
- Unter Gabelhorn (3.392 m)
- Dent Blanche (4.357 m)
- Tête Blanche (3.710 m)
- Dent d'Hérens (4.171 m)
- Cerví (4.478 m)
- Petit Cerví (3.883 m)
- Breithorn (4.164 m)
- Pollux (4.092 m)
- Castor (4.223 m)
- Lyskamm (4.527 m)
- Mont Rosa (4.634 m)
- Gornergrat (3.135 m)
- Strahlhorn (4.190 m)
- Rimpfischhorn (4.199 m)
- Allalinhorn (4.027 m)
- Alphubel (4.206 m)
- Täschhorn (4.491 m)
- Dom  (4.545 m)
- Lenzspitze (4.294 m)
- Nadelhorn (4.327 m)
- Balfrin (3.796 m)
- Mettelhorn (3.406 m)

## Poblacions
- Stalden (creuament de la vall de Zermatt i de la vall de Saas) (795 m)
- Embd (1.356 m)
- Grächen (1.619 m)
- Saint-Nicolas (1.120 m)
- Herbringgen (1.260 m)
- Randa (1.406 m)
- Täsch (1.449 m)
- Zermatt (1.608 m)

## Transport
Des de 1891, la vall és accessible pel ferrocarril de Visp-Zermatt. La carretera s'enfila des del 1937, només fins a Täsch. Es va perllongar a Zermatt el 1972, però la població es va oposar a una obertura pública. Per tant, l'accés a aquesta darrera secció queda subjecte a l'autorització.